# Resurrection (álbum de Halford)
Resurrection es el álbum debut de la banda estadounidense de heavy metal Halford, publicado en 2000 por el sello independiente Metal God Entertainment. Su grabación comenzó en agosto de 1998, semanas después de que Rob Halford disolviera la agrupación Two, cuyo proceso se llevó a cabo en los estudios American Recording de Calabasas; Bauwahaus de Ámsterdam; Silver Cloud de Burbank y Sound City Studios de Van Nuys.
Entre sus canciones destacan «The One You Love to Hate», que fue escrita e interpretada por Rob Halford y Bruce Dickinson de Iron Maiden y el tema «Silent Screams», que originalmente se compuso para el disco Voyeurs de Two, pero no se incluyó en el listado de canciones. Por otro lado, el 21 de abril de 2002 el sistema Nielsen SoundScan informó que hasta esa fecha se habían vendido 60 870 copias del álbum en los Estados Unidos.

## Comentarios de la crítica
Resurrection recibió positivas reseñas por parte de la prensa especializada. Bret Adams del sitio web Allmusic mencionó que es un «tremendo álbum de heavy metal puro» y que trajo a Rob Halford de nuevo a sus raíces. Por su parte, Malcolm Dome de Classic Rock lo nombró «una obra maestra del heavy metal» y que dio un «remezón en toda su regla al metal británico». Götz Kühnemund de la revista Rock Hard mencionó que con este álbum Rob Halford realizó una continuación personal de Painkiller y que muchas de sus canciones hacen recordar a las de Judas Priest, aunque con un sonido moderno en las guitarras. En 2005 la misma revista alemana posicionó a Resurrection en el puesto 320 de su lista los 500 grandes álbumes de rock y metal de todos los tiempos.

## Lista de canciones
| N.º | Título                                                 | Escritor(es)                                     | Duración |  |
| 1.  | «Resurrection»                                         | Rob Halford, Patrick Lachman, Roy Z, John Baxter | 3:58     |  |
| 2.  | «Made in Hell»                                         | Halford, Z, Baxter                               | 4:12     |  |
| 3.  | «Locked and Loaded»                                    | Halford, Lachman, Z                              | 3:18     |  |
| 4.  | «Night Fall»                                           | Halford, Lachman, Mike Chlasciak                 | 3:41     |  |
| 5.  | «Silent Screams»                                       | Halford, Bob Marlette                            | 7:06     |  |
| 6.  | «The One You Love to Hate» (dueto con Bruce Dickinson) | Halford, Z, Bruce Dickinson                      | 3:11     |  |
| 7.  | «Cyberworld»                                           | Halford, Z, Chlasciak                            | 3:08     |  |
| 8.  | «Slow Down»                                            | Halford, Z, Marlette                             | 4:51     |  |
| 9.  | «Twist»                                                | Bob Halligan Jr.                                 | 4:08     |  |
| 10. | «Temptation»                                           | Halford, Lachman, Z, Chlasciak                   | 3:32     |  |
| 11. | «Drive»                                                | Halford, Z, Marlette                             | 4:30     |  |
| 12. | «Saviour»                                              | Halford, Lachman, Z                              | 2:57     |  |

| Pistas adicionales en la versión japonesa |                        |                             |          |  |
| N.º                                       | Título                 | Escritor(es)                | Duración |  |
| 13.                                       | «Sad Wings»            | Halford, Lachman, Chlasciak | 3:38     |  |
| 14.                                       | «Hell's Last Survivor» | Halford, Chlasciak          | 3:24     |  |

## Posicionamiento en las listas
| País           | Lista                     | Posición |
| -------------- | ------------------------- | -------- |
| Alemania       | Media Control Charts      | 12       |
| Austria        | Ö3 Austria Top 40         | 42       |
| Estados Unidos | Billboard 200             | 140      |
| Estados Unidos | Top Heatseekers Albums    | 5        |
| Japón          | Japan Albums Chart        | 9        |
| Reino Unido    | Top Independent Albums    | 24       |
| Reino Unido    | Rock & Metal Albums Chart | 6        |
| Reino Unido    | UK Albums Chart           | 128      |
| Suecia         | Sverigetopplistan         | 21       |
| Suiza          | Swiss Music Charts        | 90       |

## Músicos
| Músicos de la banda - Rob Halford: voz - Patrick Lachman: guitarra eléctrica - Mike Chlasciak: guitarra eléctrica - Ray Riendau: bajo - Bobby Jarzombek: batería | Músicos adicionales - Roy Z: guitarra eléctrica - Bruce Dickinson: voz en «The One You Love to Hate» - Pete Parada: batería en «The One You Love to Hate» - Ed Roth: teclados en «Twist» y «Silent Screams» |